# Charles Pritchard
Charles Pritchard (29 de fevereiro de 1808 — 28 de maio de 1893) foi um astrônomo britânico.

## Prémios e honrarias
- 1886 - Medalha de Ouro da Royal Astronomical Society[1]
- 1892 - Medalha Real[2]

### Obituários
- MNRAS 54 (1894) 198
- Obs 16 (1894) 256